# Daniel Lüscher
Daniel Lüscher (* 30. September 1787 in Oberentfelden; † 19. Januar 1864 ebenda; heimatberechtigt in Oberentfelden) war ein Schweizer Politiker und Richter. Von 1828 bis 1852 war er Regierungsrat des Kantons Aargau. Er war der Bruder des Politikers Melchior Lüscher.

## Biografie
Nach einem juristischen Studium, das er 1811 mit einer Dissertation abschloss, erhielt Lüscher 1812 die Zulassung als Rechtsanwalt. 1816 folgte die Wahl in den Aargauer Grossen Rat, 1821 die Ernennung zum Bezirksrichter und Amtsstatthalter des Bezirks Aarau. Der Grosse Rat wählte ihn 1828 in die Kantonsregierung, als Nachfolger seines im Amt verstorbenen, 18 Jahre älteren Bruders Melchior. In den Jahren 1835 und 1839 stand er als Landammann der Regierung vor.
Zusätzlich zu seinem Regierungsamt war Lüscher Präsident der Kommission zur Entwerfung der Kriminalgerichtsordnung (ab 1833), Mitglied der Zivilgesetzgebungskommission (ab 1844) und Präsident der Postkommission (ab 1845). Als Mitglied der so genannten 22er-Kommission entwarf er 1840 eine neue Kantonsverfassung, ebenso 1849 bis 1851 als Mitglied des Verfassungsrates. 1852 trat Lüscher aus der Regierung zurück und war bis zu seinem Tod als Bezirksamtmann in Aarau tätig.